# A Scanner Darkly
A Scanner Darkly és un film americà d'animació de gènere thriller per adults estrenada el 2006, dirigida per Richard Linklater i basada en la novel·la homònima de Philip K. Dick. El film tracta sobre la identitat i l'engany en un futur proper distòpic sota una vigilància policial constant molt intrusiva enmig d'una epidèmia de drogoaddicció. El film va ser gravat en cinematografia digital i després animat mitjançant rotoscòpia, una tècnica d'animació en la que els animadors dibuixen per sobre del metratge original frame a frame, donant un resultat final amb un look molt especial. Va ser distribuïda per Warner Independent Pictures i és, fins ara, la primera i única animació estrenada per Warner Independent Pictures.
El film va ser escrit i dirigit per Richard Linklater i protagonitzat per Keanu Reeves, Robert Downey, Jr., Woody Harrelson i Winona Ryder. Steven Soderbergh i George Clooney són dos dels productors executius. A Scanner Darkly es va estrenar a petita escala el juliol 2006, i més tard el mateix mes a gran escala. El 2006 film va ser exhibit al Festival Internacional de Cinema de Canes i al Seattle International Film Festival, i nominat pel Premi Hugo a la millor representació dramàtica (format llarg) el 2007.

## Argument
Els Estatis Units han perdut la guerra de les drogues. Substance D, una droga molt poderosa i perillosa que causa al·lucinacions estranyes, ha arrasat el país. Aproximadament el 20% de la població és addicta. Per acabar amb això, el govern ha desenvolupat un sistema de vigilància policial d'alta tecnologia molt invasiu i una xarxa de policies encoberts i informadors.
Bob Arctor és un d'aquests policies encoberts, assignat a ficar-se al submón de les drogues i a infiltrar-se a la cadena de subministrament. En un moment del seu passat, va ser abandonat per la seva dona i els seus dos fills, deixant-lo sol amb una casa als suburbis d'Anaheim, California; des de llavors, la casa ha estat repoblada amb els seus dos companys addictes: Luckman i Barris. Els tres passen els dies intoxicats i tenint converses llargues i paranoiques. A la comissaria, Arctor és conegut pel nom Fred, i manté la privacitat portant un vestit especial que li canvia constantment cada aspecte de la seva aparença. El seu superior, "Hank", i tots els altres policies encoberts també porten aquests vestits per protegir les seves identitats fins i tot entre ells.
Des que és policia encobert, el mateix Arctor s'ha convertit en addicte a la Substance D i ha fet amistat amb la dona que ha estat espiant: una proveïdora addicte a la cocaïna i la Substance D, anomenada Donna. Arctor espera comprar suficients grans quantitats de Substance D perquè ella es vegi obligada a presentar-li al seu propi proveïdor, però també ha desenvolupat sentiments romàntics aparentment no correspostos cap a ella.
A la feina, Hank ordena Arctor intensificar la vigilància en Donna i els seus associats; no obstant això, la casa de Arctor es troba ara en el centre de la seva pròpia investigació, ja que és on Donna i els altres addictes ara passen la major part del seu temps. Hank assenyala Bob Arctor com a presumpte líder i, per tant, ordena a Arctor espiar-se a si mateix. Arctor, per tant, ha de planificar amb més cura la seva doble vida, encara que el seu ús prolongat de la Substance D està danyant el seu cervell, el que li fa oblidar de vegades la seva pròpia identitat. Mentrestant, la paranoia dels companys de casa d'Arctor arriba a nivells extrems, i Barris comunica secretament a la policia la seva creença exagerada que Donna i Arctor són terroristes; Barris transmet aquesta informació, sense saber-ho, en presència del mateix Arctor, la identitat del qual s'amaga darrere del vestit especial en aquell moment.
Després que Barris enviï a la policia un enregistrament falsificat que suposadament ha de provar les seves afirmacions sobre Donna i Arctor, Hank ordena que Barris serà acusat de proporcionar informació falsa. Després de la detenció de Barris, Hank revela a Arctor que ha deduït la seva veritable identitat per un procés d'eliminació. Arctor sembla legítimament sorprès i repeteix el seu propi nom en un to desorientat, no familiar. Hank li informa que el veritable propòsit de la vigilància era agafar Barris, no Arctor, i que la policia estava augmentant deliberadament la dosis de Barris fins que va tractar de cobrir les seves empremtes. Hank renya Arctor per convertir-se en addicte a la Substance D, i li adverteix que serà castigat, probablement amb uns mesos de treball comunitari. Hank "truca" a Donna, li demana que porti Arctor a New-Path, una corporació que dirigeix una sèrie de clíniques de rehabilitació, i Arctor, que cada vegada està més desorientat, deixa el càrrec de policia. Posteriorment, Hank entra al vestidor i es treu el seu vestit de lluita, revelant la seva veritable identitat a l'audiència: Donna. A la clínica New-Path, Arctor experimenta els símptomes de l'abstinència de la Substance D, incloent danys cerebrals severs. Repeteix el que altres li diuen i contesta amb respostes simples.
Un temps després, Donna conversa amb un policia company, Mike, i el públic s'assabenta que New-Path és responsable de la fabricació i distribució de la Substance D; irònicament utilitzen les víctimes de la droga per cuidar els seus cultius, ja que es pot confiar que no revelaran el secret de New-Path. Donna expressa la seva creixent aversió ètica a seva feina policial, en la qual van seleccionar deliberadament Arctor (sense el seu coneixement), per convertir-se en addicte a la Substance D; la seva salut va ser sacrificada perquè amb el temps tingués la possibilitat d'entrar en un centre de rehabilitació de New-Path desapercebut com un autèntic addicte i recollir proves contra les granges de Substance D de New-Path. Donna i Mike debaten si la ment de Arctor es recuperarà prou per poder tornar amb evidències substancials per incriminar New-Path.
En l'escena final, New-Path dona a Arctor un nou nom i l'envia a un camp de treball en una granja aïllada de New-Path, on veu files de flors blaves ocultes entre les fileres de blat de moro. Aquestes flors, a les quals es fa referència en tota la pel·lícula, són la font de la Substance D. A mesura que la pel·lícula acaba, Arctor amaga una flor blava a la bota, pel que sembla disposat a lliurar-lo a les autoritats durant les seves pròximes vacances d'Acció de Gràcies, encara que no queda clar si s'ha recuperat prou mentalment per fer-ho.

### Crèdits finals
Els crèdits finals compten amb una versió abreujada de l'epíleg de la novel·la de Philip K. Dick en el qual Dick fa una llista de persones que coneixia que van patir danys físics o mentals greus i permanents (dany cerebral, psicosi, etc.) o la mort com a resultat de l'ús de drogues. Dick inclou el seu propi nom a la llista, com "Phil", víctima de dany pancreàtic permanent.
Linklater afegeix un altre nom als crèdits i dedica la pel·lícula a la memòria de Louis H. Mackey, un professor de filosofia influent en la Universitat de Texas a Austin; que havia aparegut en dues de les pel·lícules anteriors de Linklater. Mackey va morir el 2004.

## Repartiment
- Keanu Reeves: Bob Arctor
- Robert Downey, Jr.: James Barris
- Woody Harrelson: Ernie Luckman
- Winona Ryder: Donna Hawthorne
- Rory Cochrane: Charles Freck
- Lisa Marie Newmyer: Connie
- Dameon Clarke: Mike
- Jason Douglas: Director de la Granja New-Path
- Marco Perella: Donald
- Alex Jones: Predicador

## Producció
Originalment, Richard Linklater va provar amb l'adaptació de la novel·la de Philip K. Dick Ubik, però es va aturar des del principi perquè no va poder obtenir els drets i "no acabava de quadrar".
Va començar a pensar en A Scanner Darkly, una altra novel·la de Dick mentre parlava amb el productor Tommy Pallotta durant el rodatge de Waking Life. A Linklater li agradava més A Scanner Darkly que Ubik i sentia que en podia fer una pel·lícula. Segons Linklater, el repte era captar "l'humor i l'exuberància del llibre, però no deixar de banda la part trista i tràgica". 
Linklater no estava interessat en convertir el llibre en una pel·lícula d'acció de gran pressupost com s'havia fet en el passat perquè sentia que A Scanner Darkly era "sobre uns nois i el que estan fent en el seu món alternatiu i el que passa per les seves ments és realment el que manté la història en moviment". Volia mantenir el pressupost per sota de 10 milions de dòlars per poder tenir un major control creatiu, ser fidel al llibre, i que fos una pel·lícula d'animació.
Després d'acabar School of Rock, Linklater va dir a Pallotta que tot seguit volia fer A Scanner Darkly. Era important per a ell que l'agent de Dick aprovés la pel·lícula. Pallotta va escriure una carta personal i va proposar una adaptació fidel de la novel·la a Russ Galen, un dels agents de Philip K. Dick, que ho va compartir amb les dues filles de l'autor (Laura Leslie i Isa Hackett) que posseeixen i manegen els béns del seu pare.
Les filles de Dick no estaven massa interessades en "una versió de dibuixos animats" de A Scanner Darkly. Després d'adaptacions d'alt perfil com Minority Report i Paycheck, van adoptar una posició més activa en l'avaluació de propostes per a pel·lícules, incloent projectes inusuals com el de Linklater. Van llegir el guió de Linklater i després es van reunir amb ell per discutir les seves visions de A Scanner Darkly. Van sentir que era una de les històries més personals del seu pare i els va agradar que Linklater no volgués tractar les drogues de manera lleugera, i que volia fer-ho en un futur immediat.

### Casting
Per al doble paper d'Arctor i Fred, Linklater va pensar en Keanu Reeves, però va pensar que l'actor seria reticent a participar degut a l'estrena d'una altra pel·lícula de ciència-ficció que protagonitzava: The Matrix trilogy. Robert Downey, Jr. es va sentir atret per la proposta quan va sentir que Reeves seria el protagonista i Linklater el director. Pensava que el guió era el més estrany que havia llegit mai. Linklater va escriure el paper de Freck pensant en Rory Cochrane. L'actor estava interessat però no volia "reinterpretar" el seu paper a Dazed and Confused. Tant Woody Harrelson com Winona Ryder van acceptar aparèixer al film, ja que els va agradar el guió. Reeves i Ryder van acceptar cobrar la taxa del Screen Actors Guild més una part dels beneficis finals. Com a l'anterior film de Linklater, Waking Life, el presentador de ràdio Alex Jones va fer un petit cameo fent de si mateix.

### Rodatge
Linklater va reunir el repartiment durant dues setmanes per assajar a Austin, Texas abans del rodatge per tal d'afinar el guió. El resultat va ser una fusió del guió de Linklater, la novel·la i l'aportació dels actors. Per preparar-se per les seves respectives interpretacions, a Cochrane se li va acudir el seu personatge cinc minuts abans d'arribar a l'ascensor per treballar; Downey Jr. va memoritzar el seu diàleg; i Reeves es va basar en el llibre, marcant sota cada escena del guió la pàgina corresponent a la novel·la.
El rodatge va començar el 17 de maig de 2004 i va durar sis setmanes. La casa d'Arctor estava situada a Eric Circle, al sud-est d'Austin. Els inquilins anteriors havien marxat un mes abans de la filmació i van deixar el lloc en un estat tal que el dissenyador de producció Bruce Curtis va haver de fer algunes modificacions perquè es veiés com una llar en decadència. Els realitzadors havien mirat 60 cases abans de decidir-se per aquesta. Linklater va gravar una gran quantitat d'exteriors a Anaheim, Califòrnia i després els va ajuntar amb en el metratge d'Austin a la fase de postproducció. Com que el metratge havia de ser animat més tard, el maquillatge, la il·luminació i els equips visibles (com micròfons) no van ser una preocupació. Tot i això, el director de fotografia Shane Kelly va compondre plans molt estudiats i va fer servir una paleta de colors amb els animadors al cap. De vegades, es presentaven per dir a Kelly el que necessitaven. A causa que la pel·lícula es rodava digitalment i després s'havia animar, de tant en tant els actors oblidaven que més tard serien animats. Robert Downey, Jr. va dir que es va oblidar per complet que l'escena de presentació de Barris s'animaira més tard i va fer diverses preses per tal que l'anell de fum li sortís bé.
En un documental sobre Richard Linklater per al Regne Unit es va incloure molt material del rodatge. Va ser dirigit per Irshad Ashraf i emès per la cadena Channel 4 el desembre de 2004.

### Animació
Després del rodatge, la pel·lícula va ser transformada a QuickTime per a un procés d'animació de 18 mesos: rotoscòpia interpolada. A Scanner Darkly va ser filmada digitalment amb una Panasonic AG-DVX100 i després es va animar amb Rotoshop, un programa d'edició gràfica creat per Bob Sabiston. Rotoshop utilitza una tècnica d'animació anomenada rotoscòpia interpolada, que va ser utilitzada prèviament en la pel·lícula de Linklater Waking Life. Linklater parla de les idees i la inspiració darrere el seu ús de la rotoscòpia en el documental d'Ashraf, vinculant-ho a les seves experiències personals de somnis lúcids. Fer la rotoscòpia en l'animació tradicional originalment involucrava dibuixar sobre la pel·lícula de cel·lulosa fotograma a fotograma. Això és similar en alguns aspectes a l'estil del realitzador Ralph Bakshi. L'animació amb rotoscòpia utilitza keyframes amb vectors i intercala els frames automàticament.
La fase d'animació va ser un procés difícil per Linklater, que va dir: "Jo sé com fer una pel·lícula, però no sé molt bé com manejar l'animació. Havia triat l'animació perquè creia que hi havia molt poca animació dirigida a un públic adult.

### Problemes a la postproducció
Originalment, se suposava que la pel·lícula s'havia d'estrenar al setembre de 2005. La major part dels animadors van ser contractats localment, i pocs d'ells tenien experiència a l'hora de fer pel·lícules. Després de sis setmanes en el procés d'animació, només unes poques seqüències estaven gairebé acabades, mentre que Linklater estava gravant Bad News Bears. Sabiston havia dividit els animadors en cinc equips i va dividir el treball entre ells. No obstant això, hi va haver una mala comunicació entre els equips, i l'estil d'animació uniforme que Linklater volia no estava sent implementat. Després de gairebé dos mesos alguns animadors encara estaven aprenent el programari, i Linklater es va començar a frustrar amb la falta de progrés.
L'animació i formació per als 30 nous artistes havien començat el 28 d'octubre de 2004. A finals de novembre, Mark Gill, cap de Warner Independent Pictures, va demanar un informe de situació. No hi va haver seqüències acabades, ja que la majoria dels animadors seguien aprenent a aplicar l'estil altament detallat de la pel·lícula. Sota pressió, alguns animadors van treballar 18 hores al dia durant dues setmanes per tal de produir un trailer, que va semblar apaivagar Gill i Linklater. Sabiston i el seu equip anaven enraderits en el calendari d'animació previst de 6 mesos i van demanar que el termini s'ampliés a un any i que el pressupost d'animació (2 milions de dòlars) s'ampliés en conseqüència. Això va crear tensió, i el gener de 2005, mentre que Sabiston i el seu equip central de quatre persones estaven fent estratègies en un cafè local, Pallotta va canviar els panys i es va apoderar de les estacions de treball, substituint-los per dos artistes locals, Jason Archer i Paul Beck. Els 4 caps d'equip de Sabiston (Patrick Thornton, Randy Cole, Katy O'Connor, i Jennifer Drummond) van aparèixer als crèdits de la pel·lícula com a "animadors addicionals", tot i haver treballat sis mesos dissenyant l'aspecte general de l'animació i el vestit especial, la contractació i formació d'animadors i la composició 3D.
L'estudi va augmentar el pressupost de $6.7 milions a $8.7 milions i va donar sis mesos a Linklater per acabar la pel·lícula. Pallotta es va fer càrrec i va aplicar una ètica de producció més semblada a Disney, que inclou un estil manual, terminis estrictes, i dividir la pel·lícula en segments més petits. El procés d'animació va durar 15 mesos. Linklater va dir, pel que fa als problemes de postproducció: "Hi ha una gran quantitat de desinformació... Els canvis es van dur a terme durant les primeres etapes de postproducció. Tenia a veure amb la direcció, i no l'art. Va ser un tema de pressupost, essencialment".
Una projecció de prova realitzada el desembre de 2005 va anar raonablement bé. El llançament (revisat) va ser fixat per al 31 de març de 2006, però Gill va considerar que no hi hauria temps suficient per preparar una campanya promocional adequada i es va canviar la data al 7 de juliol, el mateix dia que Cars de Pixar i Pirates of the Caribbean: Dead Man's Chest.

### Música
La música (més d'una hora en la pel·lícula) va ser proporcionada pel compositor natural d'Austin, Texas Graham Reynolds. Linklater va contactar amb Reynolds el 2003 després d'una actuació a un club i li va proposar crear la banda sonora de A Scanner Darkly.
Linklater i Reynolds havien treballat prèviament a Live from Shiva's Dance Floor, un curtmetratge de 20 minuts on apareix Timothy "Speed" Levitch.
El procés de composició i enregistrament va durar més d'un any i mig (a causa del llarg procés d'animació de la pel·lícula) i es va dur a terme al dormitori de la casa de Reynolds, a l'est d'Austin. No és una composició sintetitzada; tots els instruments excepte la guitarra elèctrica i el baix són acústics, encara que molts instruments van ser transformats mitjançant efectes. El film també inclou cinc cançons de Radiohead: "Fog", "Skttrbrain (Four Tet Mix)", "The Amazing Sounds of Orgy", "Pulk/Pull Revolving Doors" (tot i que no apareix als crèdits), "Reckoner"; i una cançó en solitari de Thom Yorke, "Black Swan". Una versió de prova anterior incloia una banda sonora íntegrament de Radiohead.

### Banda sonora
L'àlbum va ser distribuït per Lakeshore Records i inclou la música de Graham Reynolds i el Golden Arm Trio. A més, el CD inclou contingut exclusiu: diferents mescles de cançons de Graham realitzades per DJ Spooky i Jack Dangers (Meat Beat Manifesto). Després d'acabar la pel·lícula, Reynolds va començar a treballar en convertir les mescles originals en so envoltant a estèreo. A continuació, va triar 44 minuts de la música de la pel·lícula i va elaborar un CD per intentar mantenir l'arc de la pel·lícula.
La banda sonora de A Scanner Darkly va ser llançada el 27 de juny del 2006.
| Núm.          | Títol                                    | Artista                                                  | Durada |
| ------------- | ---------------------------------------- | -------------------------------------------------------- | ------ |
| 1.            | «7 Years from Now»                       | Graham Reynolds featuring Golden Arm Trio                | 1:08   |
| 2.            | «Aphids»                                 | Graham Reynolds featuring Golden Arm Trio                | 2:55   |
| 3.            | «Swallowed Up in Victory»                | Graham Reynolds featuring Golden Arm Trio                | 0:51   |
| 4.            | «Strawberry Pie»                         | Graham Reynolds featuring Golden Arm Trio                | 4:04   |
| 5.            | «The Dark World Where I Dwell»           | Graham Reynolds featuring Golden Arm Trio                | 2:15   |
| 6.            | «Sex, Beer, And Pills»                   | Graham Reynolds featuring Golden Arm Trio                | 1:53   |
| 7.            | «A Farm Near the Mountains»              | Graham Reynolds featuring Golden Arm Trio                | 1:37   |
| 8.            | «Bug-Bite Squared»                       | Graham Reynolds featuring Golden Arm Trio                | 2:28   |
| 9.            | «Pose as a Nark»                         | Graham Reynolds featuring Golden Arm Trio                | 2:34   |
| 10.           | «Do You Like Cats?»                      | Graham Reynolds featuring Golden Arm Trio                | 2:04   |
| 11.           | «A Scanner Darkly»                       | Graham Reynolds featuring Golden Arm Trio                | 2:50   |
| 12.           | «Abrasocaine»                            | Graham Reynolds featuring Golden Arm Trio                | 0:43   |
| 13.           | «Part of the Plan»                       | Graham Reynolds featuring Golden Arm Trio                | 1:07   |
| 14.           | «Are You Experiencing Any Difficulties?» | Graham Reynolds featuring Golden Arm Trio                | 2:16   |
| 15.           | «Your Move, Peterbilt»                   | Graham Reynolds featuring Golden Arm Trio                | 1:25   |
| 16.           | «Room 203»                               | Graham Reynolds featuring Golden Arm Trio                | 2:04   |
| 17.           | «Escorted to the Bright Lights»          | Graham Reynolds featuring Golden Arm Trio                | 2:56   |
| 18.           | «You'll See the Way You Saw Before»      | Graham Reynolds featuring Golden Arm Trio                | 2:57   |
| 19.           | «A New Path»                             | Graham Reynolds featuring Golden Arm Trio                | 1:51   |
| 20.           | «Little Blue Flowers»                    | Graham Reynolds featuring Golden Arm Trio                | 3:05   |
| 21.           | «Darkly Mix»                             | Graham Reynolds featuring Jack Dangers & Golden Arm Trio | 3:39   |
| 22.           | «Call Sign/Aleph:/»                      | Graham Reynolds featuring DJ Spooky & Golden Arm Trio    | 4:28   |
| Durada total: | Durada total:                            | Durada total:                                            | 51:10  |

## Recepció

### Ingressos
A Scanner Darkly es va estrenar primer a 17 cinemes i va recaptar $391,672 amb una mitjana de $23,039 per cinema. La pel·lícula va viure certa expansió en setmanes posteriors, però en última instància, va quedar al voltant d'1 milió de dòlars per sota de guanyar la mateixa quantitat que la inversió final ($8.700.000). Va recaptar $5,5 milions a Amèrica del Nord i $2.1 milions a la resta del món.

### Crítiques
A Scanner Darkly va ser rebuda amb crítiques generalment positives. A Rotten Tomatoes, la pel·lícula té una qualificació de 69%, basat en 174 comentaris, amb una qualificació mitjana de 6.6/10. El consens de la web diu: "Una fidel adaptació de la novel·la de Philip K. Dick, A Scanner Darkly porta l'espectador en un viatge visual i al·lucinant a la concepció de l'autor d'un món políticament inestable i addicte a les drogues."
La seva puntuació ponderada de Metacritic és 73 de 100, basada en 33 crítics, cosa que indica "crítiques generalment favorables".
Manohla Dargis del The New York Times va escriure que la pel·lícula "té una mena d'atractiu visual hipnòtic".
Carina Chocano de Los Angeles Times va trobar la pel·lícula "apassionant" i va escriure que "la brillantor [de la pel·lícula] és com es suggereix, sense grandiloqüència ni fanfàrries, les formes en què el món real ha arribat a semblar-se al fosc món dels còmics".
A la seva crítica pel Village Voice, J. Hoberman va escriure, "El que és extraordinari sobre l'animació de Linklater és l'aparença semblada a Waking Life, de 2001, és la forma en que el laberint típic de Dick es torna tangible", i va lloar l'actuació de Robert Downey Jr.: "A mitjan 2006, aquest personatge secundari és la interpretació a batre en la que sembla la pel·lícula americana a batre".
Andrew Sarris, en la seva crítica pel The New York Observer, va escriure, "Linklater sorgeix, una vegada més, com a l'autor d'Austin per excel·lència".
Kim Newman, de la revista Empire, li va donar 4 de 5 estrelles i va escriure, "la seva intel·ligència la fa gairebé essencial".
A la seva crítica pel Washington Post, Desson Thompson va escriure, "El procés de rotoscòpia de Linklater subratlla aquest nou món tan fosc." Amy Biancolli from the Houston Chronicle heralded the movie as "[t]he first film to capture the author's transience and his art."
Entertainment Weekly li va donar una puntuació de "C−", i Owen Gleiberman va quedar impressionat, escrivint sobre la pel·lícula que és "més divertit pensar-hi que viure-la", i va argumentar que el la trama de la pel·lícula "no va enlloc".
A la seva crítica per The Guardian, Peter Bradshaw va escriure, "La pel·lícula és sovint sorprenent i fascinant, però la qüestió de què diables està passant, i per què, mai està completament absent de la ment de l'espectador".
Jack Mathews, pel The New York Daily News, la va classificar com "un conte tèrbol i amb diàlegs pesats".
Roger Moore de l'Orlando Sentinel diu: "La disposició de Linklater per experimentar és lloable. Però no estic segur que estigui reinventant l'animació, o fins i tot satisfent adequadament a aquest públic més madur." Tom Long de Detroit News va elogiar un aspecte de la pel·lícula, dient "és un home disposat a prendre riscos, disposat a abordar desafiaments, disposat a assumir que el seu públic té un cervell." Alhora, Long assenyala que "per desgràcia, el cervell col·lectiu del seu públic serà danyat greument durant la primera hora de la pel·lícula". Michael Booth del Denver Post afirma que "l'esperit artista s'interposa en el camí de punts de gir emocionants; encara estem tractant d'ordenar les imatges quan hauríem d'estar ordenant fets."
Chris Vognar del Dallas Morning News declara que "igual que algú que està influït per les drogues, A Scanner Darkly parla molt i no diu res".

### DVD
El DVD va ser estrenat a Amèrica del Nord el 19 de desembre de 2006 i al Regne Unit el 22 de gener de 2007. S'incloien els següents extres: el tràiler; "Weight of the Line", una historia animada; "One Summer in Austin", un curt documental sobre el rodatge de la pel·lícula; i comentaris d'àudio de l'actor Keanu Reeves, el director Richard Linklater, el productor Tommy Pallotta, l'autor Jonathan Lethem, i la filla de Philip K. Dick, Isa Dick Hackett. Entertainment Weekly va dir que els comentaris eren "amables i sense rumb", però que el contingut sobre el procés de rotoscòpia era "molt més interessant".